# Куляш, Денис Владиславович
Денис Владиславович Куля́ш (31 мая 1983, Омск, СССР) — российский хоккеист, мастер спорта международного класса. В 2020 году получил гражданство Румынии. Занимает второе место по заброшенным шайбам (98 в 511 матчах) среди всех защитников в истории КХЛ, уступая только Кевину Даллмену (135).

## Карьера
Воспитанник омского хоккея. Выбран на драфте НХЛ клубом «Нэшвилл Предаторз» в 8-м раунде под общим 243-м номером. Обладатель Кубка Европейских Чемпионов по хоккею 2006 в составе московского «Динамо». В 2009 году вошёл в «Клуб Вячеслава Фетисова».
Выступал за команды: «Авангард-2» (Омская область), «Газовик» (Тюмень), ЦСК ВВС (Самара), ЦСКА-2 (Москва), ЦСКА (Москва), «Динамо» (Москва), ЦСКА (Москва).
В сезоне 2005/2006 выиграл Еврохоккейтур. Обладатель Кубка Европейских Чемпионов (2006). В 2006 году выступал на чемпионате мира по хоккею в составе сборной России (7 игр, 3 гола, 1 передача).
11 января 2010 перешёл из ЦСКА в омский «Авангард» в обмен на Филиппа Метлюка и Евгения Курбатова. Дебют Куляша за «Авангард» произошёл 15 января 2010 года на льду «Арены Омск» в игре против новокузнецкого «Металлурга». В своей первой встрече за «Авангард» Денис провел 12 минут 55 секунд, сыграл 19 смен, сделал 2 броска по воротам и набрал 2 минуты штрафа. В Чемпионате КХЛ 2010—2011 провёл за «Авангард» 62 игры, забросил 14 шайб, сделал 18 результативных передач, заработал 57 минут штрафа.
3 мая 2011 года подписал двухлетний контракт с казанским «Ак Барсом». В мае 2013 «Авангард» объявил о подписании с игроком двухлетнего контракта.
Участник матча звёзд КХЛ (2009, 2011, 2014).
4 октября 2014 года продлил контракт с ХК «Авангард» сроком на три года.
12 сентября 2015 года сыграл 200 матч за ХК «Авангард» против ярославского ХК «Локомотив». В этих играх Денис забросил 39 шайб, сделал 42 передачи, набрал 186 минут штрафа и показатель полезности «+19». В большинстве отличился 12 раз, в меньшинстве — 2. Забросил 4 победные шайбы.
В сезонах 2010, 2011, 2014 – 2016 провел за «Авангард» 230 матчей, забросил 43 шайбы, сделал 56 передач, набрал 247 минут штрафа и показатель полезности «+14».
По итогам трех чемпионатов (2011, 2014, 2015) становился самым метким игроком «Авангарда» среди защитников.
5 мая 2016 года подписал двухлетний контракт с клубом «Салават Юлаев».

## Статистика
| Легенда | Легенда                    | Легенда | Легенда                   | Легенда | Легенда    |
| ------- | -------------------------- | ------- | ------------------------- | ------- | ---------- |
| И       | Количество проведённых игр | Штр     | Штрафное время            | +/−     | Плюс-минус |
| Г       | Голы                       | П       | Голевые передачи          | О       | Очки       |
| -       | Статистика неизвестна      | —       | Статистика не учитывалась |         |            |

### Клубная карьера
- a В этом сезоне в «Плей-офф» учитывается статистика игрока в Кубке Надежды.

Во время мастер-шоу на Матче звёзд КХЛ-2011 Куляш установил рекорд по скорости броска для встреч такого формата — 177,58 км/ч. Год спустя в Риге рекорд был побит Александром Рязанцевым (183 км/ч).